# Politelia

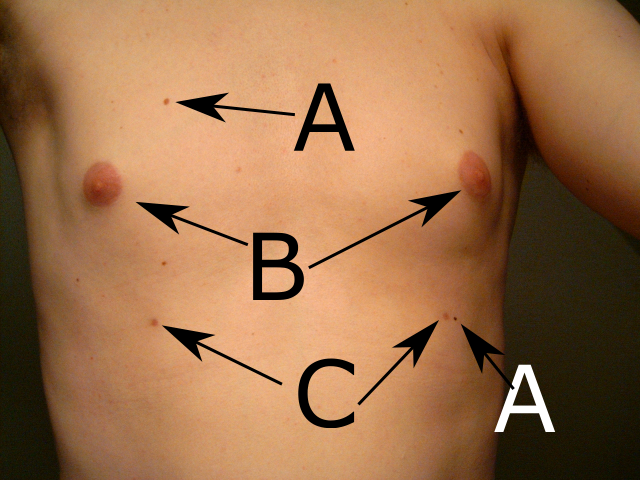
Symetryczne dodatkowe gruczoły sutkowe. A – znamiona barwnikowe. B – prawidłowe gruczoły sutkowe. C – dodatkowe brodawki sutkowe

Politelia (hyperthelia) – dodatkowe brodawki sutkowe, występujące u ssaków, w tym u ludzi, u obu płci.
W porównaniu do normalnej brodawki sutkowej, dodatkowe sutki leżą niżej i zazwyczaj nieco bliżej środka klatki piersiowej. U większości ssaków występuje więcej niż jedna para normalnych sutków.
Istnieje hipoteza, że hyperthelia jest efektem pojawienia się odpowiedników tych dodatkowych sutków, które u ludzi zanikły w procesie ewolucji.
Średnio hyperthelia występuje u około 1% populacji, ale szacunki wahają się nawet do 5%.
Dodatkowe sutki mogą być całkowicie ukształtowane, łącznie z gruczołami mlecznymi u karmiących kobiet. W bardzo wielu przypadkach pojawia się tylko zaciemniona otoczka (bez brodawki), która jest często mylona ze znamieniem.
Dodatkowe sutki mogą być zazwyczaj usunięte chirurgicznie bez szczególnych efektów ubocznych.
W jednym z badań wskazano na możliwość istnienia korelacji pomiędzy obecnością dodatkowych brodawek sutkowych a zespołem Barlowa.